# Neurigona signata
Neurigona signata är en tvåvingeart som beskrevs av Octave Parent 1932. Neurigona signata ingår i släktet Neurigona och familjen styltflugor. Inga underarter finns listade i Catalogue of Life.